# Preah Khan Reach Svay Rieng FC
Preah Khan Reach Svay Rieng FC, trước đây gọi là Preah Khan Reach FC trước tháng 5 năm 2013, là một câu lạc bộ bóng đá ở Campuchia. Đội chơi ở Campuchia-League, bộ phận hàng đầu của bóng đá Campuchia.

## Đội hình hiện tại
| Số áo |          | Vị trí | Cầu thủ                     |
| ----- | -------- | ------ | --------------------------- |
| 1     | Cambodia | GK     | Om Oudom                    |
| 2     | Cambodia | DF     | Ros Kungsomrach             |
| 4     | Japan    | MF     | Daisuke Kobayashi           |
| 5     | Cambodia | DF     | Soeuy Visal                 |
| 6     | Cambodia | MF     | Kunthea Ravan               |
| 7     | Cambodia | FW     | Prak Mony Udom (Captain)    |
| 8     | Cambodia | MF     | Chea Samnang (Vice-captain) |
| 9     | Cambodia | FW     | Nub Tola                    |
| 10    | Cameroon | FW     | Befolo Mbarga               |
| 11    | Cambodia | MF     | Hoy Phallin                 |

| Số áo |               | Vị trí | Cầu thủ         |
| ----- | ------------- | ------ | --------------- |
| 12    | South Korea   | FW     | Yeon Gi-sung    |
| 13    | Cambodia      | DF     | Sareth Krya     |
| 14    | Cambodia      | FW     | Sok Samnang     |
| 17    | Cambodia      | DF     | Samoeun Pidor   |
| 18    | Cambodia      | GK     | Aim Sovannarath |
| 22    | Cambodia      | MF     | Tray Vichet     |
| 23    | Cambodia      | DF     | Nen Sothearoth  |
| 25    | England       | MF     | Charlie Machell |
| 37    | Cambodia      | MF     | Soun Sovan      |
| 99    | United States | DF     | Jonny Campbell  |

## Thống kê đội hình
| Số áo | Vị trí | Tên               | VĐQG | VĐQG      | Hun Sen Cup | Hun Sen Cup | Tổng cộng | Tổng cộng |
| Số áo | Vị trí | Tên               | Trận | Bàn thắng | Trận        | Bàn thắng   | Trận      | Bàn thắng |
| ----- | ------ | ----------------- | ---- | --------- | ----------- | ----------- | --------- | --------- |
| 1     | GK     | Om Oudom          | 2    | 0         | 0           | 0           | 2         | 0         |
| 2     | DF     | Kim Hong          | 0(1) | 0         | 0           | 0           | 0(1)      | 0         |
| 3     | DF     | Lyheng            | 0    | 0         | 0           | 0           | 0         | 0         |
| 4     | MF     | Daisuke Kobayashi | 6    | 2         | 0           | 0           | 6         | 2         |
| 5     | DF     | Soeuy Visal (C)   | 9    | 2         | 0           | 0           | 9         | 2         |
| 6     | DF     | Kunthea Ravan     | 1    | 0         | 0           | 0           | 1         | 0         |
| 7     | FW     | Prak Mony Udom    | 6    | 5         | 0           | 0           | 6         | 5         |
| 8     | MF     | Chea Samnang      | 4(2) | 0         | 0           | 0           | 4(2)      | 0         |
| 9     | DF     | Nub Tola          | 0(3) | 0         | 0           | 0           | 0(3)      | 0         |
| 10    | FW     | Befolo Mbarga     | 8(1) | 11        | 0           | 0           | 8(1)      | 11        |
| 11    | MF     | Hoy Phallin       | 6(2) | 1         | 0           | 0           | 6(2)      | 1         |
| 12    | FW     | Yeon Gi-sung      | 4    | 2         | 0           | 0           | 4         | 2         |
| 13    | DF     | Sareth Krya       | 8    | 1         | 0           | 0           | 8         | 1         |
| 14    | FW     | Sok Samnang       | 5    | 1         | 0           | 0           | 5         | 1         |
| 16    | MF     | Kim Sokyuth       | 1    | 0         | 0           | 0           | 1         | 0         |
| 17    | MF     | Tray Vichet       | 2(1) | 1         | 0           | 0           | 2(1)      | 1         |
| 18    | GK     | Aim Sovannarath   | 7    | 0         | 0           | 0           | 7         | 0         |
| 19    | MF     | Khieng Menghour   | 3    | 0         | 0           | 0           | 3         | 0         |
| 21    | DF     | Ros Kungsomrach   | 1    | 0         | 0           | 0           | 1         | 0         |
| 23    | DF     | Nen Sothearoth    | 5(1) | 2         | 0           | 0           | 5(1)      | 2         |
| 25    | MF     | Charlie Machell   | 7(1) | 1         | 0           | 0           | 7(1)      | 1         |
| 26    | MF     | Rothnak           | 0    | 0         | 0           | 0           | 0         | 0         |
| 27    | MF     | Im Sophanith      | 1    | 0         | 0           | 0           | 1         | 0         |
| 26    | MF     | Min Ratanak       | 0(1) | 1         | 0           | 0           | 0(1)      | 1         |
| 37    | MF     | Soun Sovan        | 5(1) | 0         | 0           | 0           | 5(1)      | 0         |
| 99    | DF     | Jonny Campbell    | 8    | 0         | 0           | 0           | 8         | 0         |